# Jan Zasławski
Jan Zasławski – zakonnik z Grodzieńszczyzny z klasztoru greckokatolickiego, uczestnik powstania listopadowego w operującym w powiecie pińskim oddziale Tytusa Pusłowskiego. Dostał się do niewoli rosyjskiej i został zesłany do Wiatki.